# Vichy
Vichy é uma cidade com uma estância termal e cerca de 60 000 habitantes no centro da França, perto de Clermont-Ferrand, na região da Auvérnia-Ródano-Alpes, no departamento de Allier do qual Vichy é uma sub-sede.
Vichy é associada ainda ao tempo em que foi capital da França de Vichy, durante a invasão e ocupação da Alemanha Nazista (1940–1944), na Segunda Guerra Mundial. 